# 亞歷山德魯·安東紐茨
亞歷山德魯·安東紐茨（羅馬尼亞語：Alexandru Antoniuc；1989年5月23日—）是一位摩爾多瓦足球運動員。在場上的位置是前鋒。他現在效力於摩爾多瓦國家足球聯賽球隊米爾沙米足球俱樂部。他也代表摩爾多瓦國家足球隊參賽。他曾效力於喀山紅寶石。